# Terroir

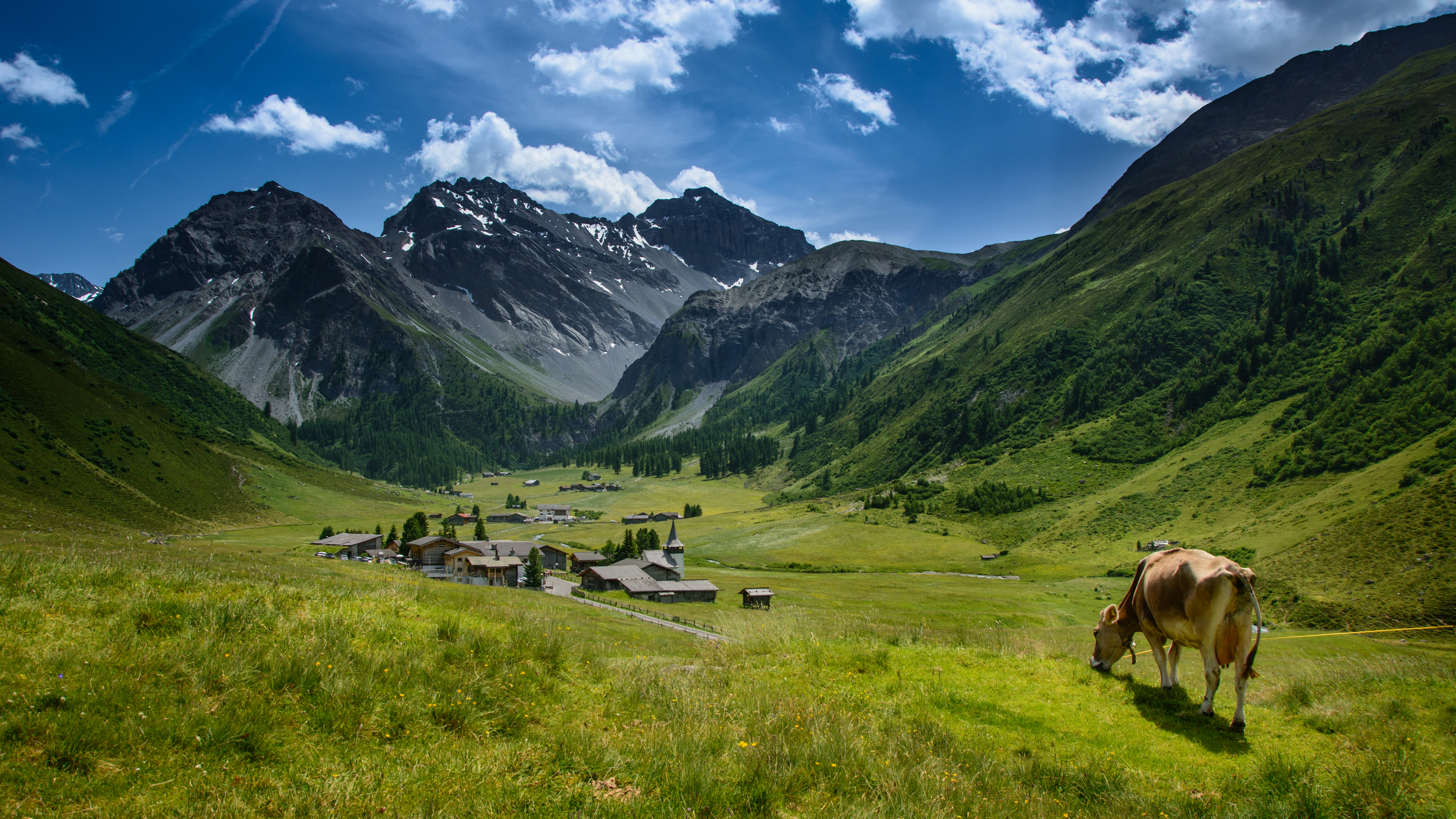
De terroir van de Alpenweides. De lokale omstandigheden zorgen voor een specifieke smaak

Een terroir is een afgebakend geografisch gebied dat wordt gedefinieerd door een menselijke gemeenschap die in de loop van de geschiedenis een geheel van onderscheidende culturele kenmerken, kennis en praktijken heeft opgebouwd, gebaseerd op een systeem van interacties tussen de natuurlijke omgeving en menselijke factoren. Deze knowhow zorgt voor een bepaalde uniekheid en typisch karakter, en kan gebruikt worden voor een specifieke erkenning van de producten of diensten die uit dit gebied afkomstig zijn.
De toepassing van het begrip is vrij en onbeschermd. Inmiddels wordt het ook in de marketingwereld als promotionele beschrijving gebruikt, zoals bij kazen, worsten, ham, ten behoeve van een regionale en ambachtelijke uitstraling.

## Oenologie
De term wordt met name gebruikt in de oenologie. Met terroir bedoelt men dan alle lokale factoren die de wijn en vooral ook de wijnstok kunnen beïnvloeden. Men zegt ook wel dat in de wijn de "bodem" kan worden geproefd. 
Met name de volgende factoren vormen samen het terroir, en bepalen de typiciteit en de eigenheid van een wijn:
- klimaat: de gemiddelde temperatuur (tussen 10 °C en 20 °C), neerslag (minimum 600 mm) en zonneschijn (minimum 1600 u) op jaarbasis;
- geologie: de samenstelling van de bodem en de ondergrond, die vooral een invloed hebben op de waterhuishouding;
- topografie: de ligging van de wijngaard, in het bijzonder de hoogte, hellingsgraad en oriëntatie;
- ampelografie: het druivenras of de klonen, de onderstam en de leeftijd van de planten;
- mens: de kennis, methode en traditie die wordt toegepast, zowel bij het werken in de wijngaard en het oogsten als bij de vinificatie.

Voorbeelden van terroir zijn de invloed van de grond op de mineraliteit van de wijn. Daarom wordt bijvoorbeeld een argilo-calcaire bodem door wijnboeren uitgekozen om wijnstokken te planten.